# اخلاق و دین
اخلاق و دین (انگلیسی: Morality and religion)، نقطه تلاقی «اخلاق و دین» دربرگیرنده رابطه بین دیدگاه دین و اخلاق است. برای ادیان معمول است که چارچوب‌های ارزشی در مورد رفتار شخصی به منظور راهنمایی پیروان در تشخیص درست و نادرست باشد. اینها عبارتند از جین (دین)، اسلام/احکام اسلام، کلیسای کاتولیک/ تعلیم و تربیت کلیسای کاتولیک، بودیسم/ راه اصیل هشتگانه، و مزدیسنا/مفهوم «افکار نیک، گفتار نیک و کردار نیک»، از جمله منابع مختلف - مانند کتاب‌های دینی، شفاهی و مکتوب سنت‌ها و روحانی ممکن است این چارچوب‌ها را ترسیم و تفسیر کنند. برخی از نظام‌های دینی در اصل موضوع با چارچوب‌های ارزشی سکولاریته، مانند پیامدگرایی، اندیشه آزاد و فایده‌گرایی مشترک هستند.